# Frank Lantz
Frank Lantz (født 19. september 1967 i København) er en dansk kok, kogebogsforfatter, event cater, iværksætter og forretningsmand. 
Lantz blev kendt i den bredere offentlighed, da han i 1994 købte restauranten Krogs Fiskerestaurant. Siden har Lantz drevet flere restauranter, heriblandt Café Lars Nørgaard på Statens Museum for Kunst og Marketenderiet. Lantz har desuden cateret for Det Danske Kongehus og EPCAS (European Party Caterer Assosiation). Flere notable kokke er blevet udlært fra Lantz' restauranter. 
Lantz har været med til at stifte virksomhederne Bake Off Group og By Lantz. Lantz har været en aktiv aktør i skabelsen af den ny nordiske madkultur.[kilde mangler]

## Karriere
I 1990 fik Lantz sit svendebrev som kok hos Jan Pedersen på La Cocotte. I 1994 købte han Krogs Fiskerestaurant. Lantz har ejet og drevet flere andre restauranter gennem tiden, herunder Fiskekælderen Den Gyldne Fortun, Café Lars Nørgaard på Statens Museum for Kunst, Restaurant Equinox, Frederiks Haver, Italian By Lantz og Marketenderiet.
I 1998 var Frank Lantz faglig konsulent for den danske udgave af den trestjernede Michelinrestaurant Troisgros' kogebog ved navn Troisgros – Et køkken gennem tre generationer.
I 2007 åbnede Lantz delikatesseforretningen Taste Please på Rådhuspladsen. Butikkens overvejende egenproducerede og økologiske varer var pakket i biologisk nedbrydelig emballage. Butikken vandt Dagbladet Børsens Fødevarepris i kategorien "Årets delikatesseforretning" samme år. 
Da 7-Eleven ville sælge sundere fastfood var det Lantz der stod for udviklingen og produktion af maden.
I 2012 var Frank Lantz vært ved EPCAs internationale kongres i København.

## Privatliv
Lantz har tre børn fra et tidligere ægteskab.[kilde mangler]

## Hæder
- 1997 – E. J. Fondens Æresdiplom.
- 1997 – Wine Spectator – Best of Award of Excellence.
- 2000 – Kokke i de europæiske fællesskaber – Eurotoques
- 2001 – Den danske Spiseguide – Årets Bedste Vinkort.
- 2002 – Wine Spectator – Best of Award of Excellence.
- 2003 – Les Clefs d’Or – Diplôme d’Honneur.
- 2007 – Børsens Fødevarepris – Året Delikatesseforretning for Taste Please